# چهارصد دستگاه
شهرهای ایرانی مناطقی به اسم چهارصد دستگاه یا x دستگاه یا نام‌های یکسان دارند دلیل اینگونه نامگذاری تعداد واحدها ی خانه‌های ساخته هستند.

## تاریخچه
شهرک چهارصد دستگاه رامسر شهرکی ساحلی است که در استان مازندران، شهر رامسر قرار دارد. این شهرک در مجاورت بلوار معلم (کازینو) قرار دارد. در این شهرک اصولی‌ترین قوانین و امکانات شهرسازی از جمله سیستم فاضلاب شهری (اگو)، قطعه‌بندی، عرض خیابان‌هاو کوچه‌ها، خطوط تلفن و برق زیر زمینی رعایت شده است. با خرید املاک در رامسر توسط بنیاد پهلوی اول از سال ۱۳۱۰ خ به بعد ساخت خیابان‌ها، کاخ مرمر و بیمارستان در مجموعه شهر گردشگری و احداث فرودگاه، بناهای اداری (نظیر شهربانی، پست و مخابرات مرکز خودکار تلفن در کنار بیمارستان)، دبستان اردیبهشت (۱۳۱۷ خ) و ساختمان‌های هتل قدیم و جدید، کازینو (توسکا سرا) و پروژه شهرک چهارصد دستگاه با معماری به سبک اروپایی توسط مهندسین مجرّب و شرکتهای خارجی آغاز و چهره شهر دگرگون شد. در سال ۱۳۱۴ خ نیز نام سخت سر به رامسر (محل آسایش و آرامش برگرفته از نام ایزد رام در آیین میترائیستی) تغییر یافت و با شروع اولین کنوانسیون بین‌المللی تالاب‌ها در سال ۱۳۴۹ خ رامسر به عنوان عروس شهرهای ایران در جهان و شهر نمونه گردشگری معروف گردید. چهارصد دستگاه از اولین شهرک‌هایی است که در حاشیه دریای خزر پیش از انقلاب توسط بنیاد پهلوی به دستور محمدرضا پهلوی و بدست مهندسین و پیمانکاران خارجی ساخته شده است. این شهرک با توجه به اینکه کاخ مرمر رامسر و فرودگاه رامسر در نزدیکی آن قرار دارد، در نوع خود از پیشرفته‌ترین و با قدمت‌ترین شهرک‌های شمال ایران می‌باشد.